# Dubno (okres Rimavská Sobota)
Dubno (maďarsky Dobfenek) je obec na Slovensku v okrese Rimavská Sobota. Žije zde 140 obyvatel. Většina obyvatel je maďarské národnosti.

## Historie
První písemná zmínka o obci pochází z roku 1427. Do roku 1918 bylo území obce součástí Uherska. Na základě první vídeňské arbitráže bylo území obce v letech 1938 až 1945 součástí Maďarska. V roce 1920 byla obec vedena pod názvem Dubenec, v letech 1927 až 1948 pak byla vedena pod názvem Dobfenek.

## Kultura a zajímavosti

### Památky
- Římskokatolický kostel Nanebevzetí Panny Marie, stavba z roku 1782. Kostel prošel přestavbou v roce 1927. Jedná se o jednolodní stavbu s polygonálně ukončeným presbytářem. Věž je součástí kostela.[5]